# トリプル・キャノピー (企業)
トリプル・キャノピー（英語：Triple Canopy, Inc.）は、アメリカ合衆国、バージニア州ハーンドンにグローバル本社を構える民間警備会社（PSC）。民間企業、政府、および非営利のクライアントに対し、警備、危機管理サポートやコンサルティング、軍事作戦の援助、及びリスク管理サービスなどを提供するコンステリス・ホールディングス（Constellis Holdings LLC）の傘下企業となる。2003年5月、アメリカ陸軍特殊部隊群（グリーンベレー）やデルタフォースなど、アメリカ陸軍特殊部隊やアメリカ海兵隊特殊作戦コマンド(Marine raiders)の退役軍人により創設された。
2014年6月にトリプルキャノピー社は競合企業であるセキュリティ請負会社、アカデミ（旧ブラックウォーターUSA）と合併し、コンステリス・グループを形成し、アカデミの元CEOであるクレイグ・ニクソンがコンステリス・グループのCEOに就任する。また、訓練施設は全てノースカロライナ州にあるアカデミが運用していた施設に統合されている。なお、合併時点で5,000名を超える従業員を擁しており、2020年のデータでは22,000名が就業しているとされる。
2016年、親会社であるコンステリス・ホールディングス社は、アメリカの大手プライベート・エクイティ・ファンド、アポロ・グローバル・マネジメントに売却された。

## 歴史

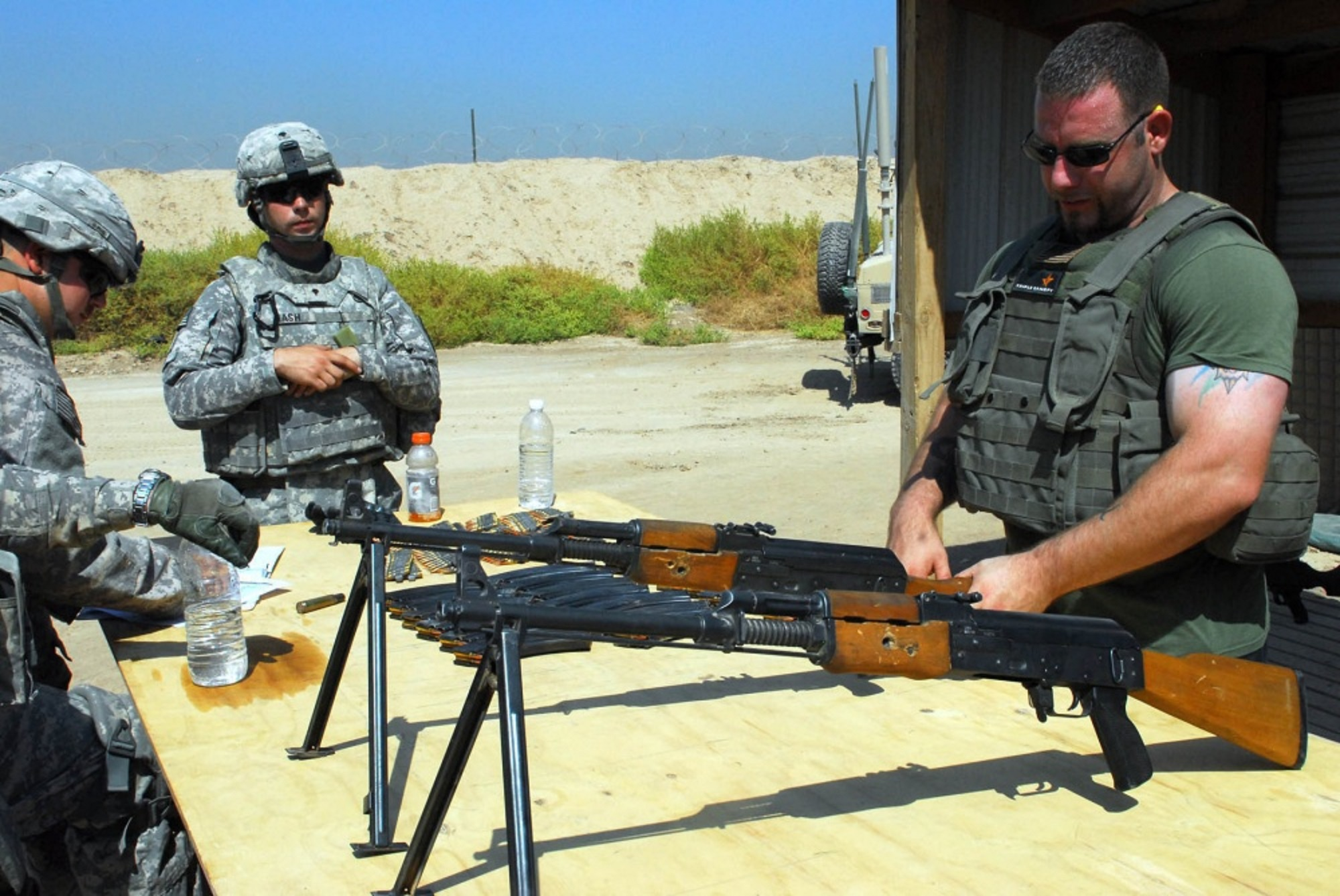
RPK軽機関銃の使用法を陸軍兵士らに講義するトリプル・キャノピーの社員

2003年、元グリーンベレーの隊員であるトム・カーティスおよびマット・マンは、2001年9月1日に発生したアメリカ同時多発テロ事件からセキュリティビジネス産業の成長を見込んだ国際的な対テロビジネスを創業し、設立当初はそれまで培ってきた軍事経験に関する知識を各国の政府機関に対する「対テロ訓練」として応用した。
翌年の2004年にはイラク戦争において当時は実態のない会社でありながら、イラクでのアメリカ大使館建造時の警備など大型契約を獲得した。その後、フィリピンなどの東南アジア、チリやペルーなどのラテンアメリカといった第三国家の元軍人や元アメリカ軍兵士を雇用し警備体制を確保しており、最もリスクが高いとされる世界各国にある米国大使館や領事館など追加の警備契約を国務省との間で取り交わしている。
2007年には主に危機管理コンサルティング事業を展開していたクレイトン・コンサルタント（Clayton Consultants, Inc.）社を買収する。なお、クレイトンはアメリカ=メキシコ国境に関する仕事を主な事業としており、アデン湾の海賊対策を目的として吸収合併が行われた。
2010年のハイチ地震では、救護や人道支援の業務にも携わっている。

## 業務内容
- 後方警備などの軍事業務支援
- 危機管理コンサルティング
- 情報提供
- 誘拐身代金対応
- 教育訓練

## リンク
- 公式ウェブサイト（英語）